# セルヒオ・ベルティ
セルヒオ・ベルティ（西: Sergio Berti、1969年2月17日 - ）は、アルゼンチン、サンタフェ州出身の元サッカー選手・アルゼンチン代表選手である。あだ名はLa Bruja（スペイン語で魔法使いの意味）選手としてCAリーベル・プレート、パルマFC、レアル・サラゴサ、CAウラカン、クラブ・アメリカなどでプレーした。
選手時代はフォワード、ミッドフィールダー、左利きで、主に左サイドハーフのポジションを務め、柔軟なボールタッチでサイドからドリブルやクロスでのチャンスメイクをしていた。CAリーベル・プレートでは10番を付けてプレーすることも度々あった。

## クラブ経歴
1988年ボカでトップチームデビュー、その後ボカのライバルであるCAリーベル・プレートへ移籍。以降移籍と復帰を繰り返し、リーベル・プレートでキャリアの大半を過ごした。
1992年、イタリアのACパルマに移籍したが、外国人枠の問題もあり、セリエAでは数試合しかプレーしなかった。準決勝や決勝ではプレーしていないが、カップウィナーズカップでは優勝を経験した。1992年12月30日には世界選抜の一員として、ACミランと対戦し、ゴールを決めた。そのシーズン限りでパルマを離れ、CAリーベル・プレートに復帰した。
1995年にはスペインのレアル・サラゴサに移籍したが、1996年AFCアヤックスとのスーパカップ第1戦でも79分からグスタボ・ロペスとの交代で途中出場するなど、同じ様なポジションを務めるグスタボ・ロペスとプレータイムを分け合うこととなり、途中交代や途中出場などが多かった。
1996年リーベル・プレートに復帰し、フランチェスコリ、サラスなどと共に、南米スーパーカップ優勝、リーグ優勝などに貢献した。日本で開催された1996年のトヨタカップや1997年のJAL CUPでもプレーした。1997年のボカ・ジュニアーズとのスーペルクラシコのゲームでは、前期、後期リーグのゲームで共にゴールを決めている。
2000年かつてボカ・ジュニアーズでプレーし、リーベルに移籍してプレーし長年の間活躍していたこともあり、クラブアメリカ時代、リベルタドーレスカップ準決勝ボカのホームでの試合では、ベルティに対してボカサポーターから彼や、彼の家族を脅すようなチャントが叫ばれ、危険を回避するために、試合直前に出場を取りやめた。
2002年末にスコットランドリーグのリヴィングストンに移籍した、彼の名前の応援団が発足するなど、期待されての加入であったが、プレシーズンのゲーム後にチームメートと問題起こして、クラブを退団した。

## 代表経歴
アルゼンチン代表としては、1995年、1997年の南米選手権、1998年のフランスワールドカップに出場した。
1991年3月13日メキシコ代表との親善試合で代表デビュー。1991年以降しばらく代表から遠ざかるが、かつてリーベルで監督を務めベルティを指導したダニエル・パサレラ監督就任後はお気に入りの一人として代表に定着、フランスワールドカップの南米予選でも6試合でプレーした。
1997年南米選手権では、グループリーグAでのチリとの対戦にて先制点を決め、チームに勝利をもたらした。
1998年4月22日、アルゼンチンのフルメンバーが揃った親善試合のアイルランド戦に先発するなど、レギュラーに近いクラスの選手であったが、フランスワールドカップでは怪我上がりのため、グループリーグのクロアチア戦、延長戦となった、決勝トーナメントのイングランド戦に共に途中出場したのみであった。そのイングランドとのPK戦では1人目のキッカーとしてPKを成功させ、アルゼンチンのベスト8入りに貢献したが、その試合が代表での最後のプレーとなった。

## 代表歴

### 出場大会
- アルゼンチン代表
  - コパ・アメリカ1995
  - コパ・アメリカ1997
  - 1998 FIFAワールドカップ (2試合、ベスト8)

### 試合数
- 国際Aマッチ 23試合 2得点（1991年-1998年）[11]

| アルゼンチン代表 | 国際Aマッチ | 国際Aマッチ |
| 年               | 出場        | 得点        |
| ---------------- | ----------- | ----------- |
| 1991             | 3           | 0           |
| 1992             | 0           | 0           |
| 1993             | 0           | 0           |
| 1994             | 0           | 0           |
| 1995             | 6           | 1           |
| 1996             | 0           | 0           |
| 1997             | 9           | 1           |
| 1998             | 5           | 0           |
| 通算             | 23          | 2           |